# Šentvid pri Zavodnju
Šentvid pri Zavodnju este o localitate din comuna Šoštanj, Slovenia, cu o populație de 46 de locuitori.